# So auf Erden
So auf Erden ist ein deutscher Fernsehfilm (Fernsehdrama) aus dem Jahr 2017. Er hatte am 4. Oktober 2017 in der Hauptsendezeit von Das Erste Premiere, Voraufführungen liefen im Rahmen des Filmfestes in München sowie beim 13. Festival des deutschen Films in Ludwigshafen am Rhein (10. September 2017).
Johannes Klare nimmt als charismatischer Prediger einer freikirchlichen evangelikalen Gemeinde mit seiner Ehefrau aus Nächstenliebe den drogensüchtigen und homosexuellen Straßenmusiker Simon bei sich auf, dessen Homosexualität ihn und in Folge seine Frau in tiefe Gewissenskonflikte stürzt.

## Handlung
Johannes Klare ist charismatischer Prediger einer freikirchlichen Gemeinde in Stuttgart, die er gemeinsam mit seiner Frau Lydia leitet, beide sind Vorbilder innerhalb der bibeltreuen Gemeinschaft. Als selbstverständliches Werk der Nächstenliebe nehmen sie den drogensüchtigen Straßenmusiker Simon bei sich auf, pflegen ihn und wollen ihn in ihre Gemeinde integrieren. Simons gelebte Homosexualität, mit der er sich in den Augen der Freikirche versündigt, soll mit Hilfe des Glaubens „geheilt“ werden. Johannes allerdings wird an seine seit Schultagen unterdrückte Homosexualität erinnert. Als er seinem Begehren schließlich nachgibt, stürzt ihn das in Konflikte mit seiner Frau, mit seinem Glauben, mit seinem Gewissen und mit seiner Rolle in der Gemeinde. Er kämpft darum, wieder in sein Leben zurückzufinden, gewinnt dafür auch die Unterstützung Lydias. Er muss sich aber selbst annehmen lernen und ebenfalls, dass er seinen Glauben nur leben kann, wenn er den Konflikt mit den Rechtgläubigen in seiner Kirche aushält.

## Kritiken
„Der Film wurde von der Filmkritik und dem Publikum zwar insgesamt mehrheitlich positiv aufgenommen, hatte jedoch eine ausgesprochen schlechte Einschaltquote. Bemängelt wurden vor allem die Überraschungsmomente im Film, die sich allenthalben zeigen und auf die der Zuschauer nicht vorbereitet werde. Auf Moviepilot wurde der Film von den Usern durchschnittlich mit 7 von 10 möglichen Punkten bewertet“. (Stand: 19. Oktober 2017).
Thomas Gehringer von tittelbach.tv wertete: „Schwul und evangelikal: Der Pastor einer Freikirche entdeckt seine unterdrückte Homosexualität wieder. ‚So auf Erden‘ ist ein ruhig erzählter, sorgfältig aufgebauter und intensiv gespielter SWR-Fernsehfilm über das Gemeindeleben bibeltreuer Christen, über Glaubensfragen, Nächstenliebe und Vergebung, Drogensucht und Eheproblemen. Die Inszenierung von Till Endemann ist reich an Bibelzitaten und nicht frei von philosophisch-religiösem Pathos, aber auch reich an irdischen, zwischenmenschlichen Konflikten.“
Für quotenmeter.de stellte Julian Miller fest: „Diese Heldenreise ist derweil stark geschrieben und noch stärker gespielt: die Sanftmut von Johannes Klare und gleichzeitig seine Unerbittlichkeit und Kompromisslosigkeit, seine einengend-alttestamentarische Auffassung von Sünde und sein Leben als Sünder, seine große sexuelle Energie und seine selbstverleugnende Lebensführung – erstaunlich, wie fassbar, wie einnehmend, wie durchdringend Selge die innere Zerrissenheit seiner Figur darstellen kann. […] Dabei läuft So auf Erden auch immer wieder Gefahr, den kühn-beobachtenden Duktus zugunsten einer unangemessen didaktischen Erzählweise zu verlassen, wobei diese Didaktik hier zumindest etwas Philosophisches hat, nämlich indem sie die Sinnfragen (auch implizit) unbeantwortet lässt und der Zuschauer wie die Figuren fundamentale Widersprüche aushalten müssen. Kein Geniestreich über Homophobie im Klerikalen oder die pharisäischen Niederungen des Kleinbürgertums – aber ein wertvoller, psychologisch einnehmender Film allemal.“
Bei der Frankfurter Allgemeinen Zeitung schrieb Heike Hupertz: „Als Verdeutlichung des Toleranzgebots und des Primats des Gewissens im Neuen Testament aber macht ‚So auf Erden‘ seine Sache gut – und weitet sein Anliegen dank der sensibel agierenden Selge und Walser vom Beschränkten ins Allgemeine. […] Dieser Film, gestrickt wie ein Bibelgleichnis oder ein religiöses Märchen mit Rollenspielern, erreicht sein Klassenziel. Er vermittelt bestimmte Kernbotschaften und ist, vor allem, das Drama eines Mannes, dessen Selbstfindung Verrat und Treulosigkeit bedeutet. Salbungsvoll geht die Sache nicht aus.“
Oliver Armknecht von film-rezensionen.de urteilte: „Drogensucht, Homosexualität, kaputte Familienverhältnisse, Glaubenskrisen – So auf Erden packt eine ganze Menge Stoff in weniger als 90 Minuten. Über einiges würde es sich lohnen länger nachzudenken. Der TV-Film gibt einem aber nur wenig Gelegenheit dazu, da aufgrund der Fülle und Hektik sowohl beim Inhalt wie auch den Figuren der Tiefgang fehlt.“
Die Berliner Morgenpost befand: „Ein Pastor, der unter seinem eigenen, aufrichtig geliebten und gelebten Glauben zu zerbrechen droht: Das ist ein interessanter Stoff. Auf den hätte man sich konzentrieren sollen, anstatt so viele Umwege zu gehen. Nach ARD-Information haben mehrere Beteiligte Erfahrung in freikirchlichen Gemeinden gemacht, weshalb ihnen das Thema besonders am Herzen lag. […] Fazit: Gute Schauspieler, aber die Geschichte will zu viel und verzettelt sich dabei.“

## Belege
1. ↑  So auf Erden auf moviepilot.de.
2. ↑  Thomas Gehringer: Edgar Selge, Franziska Walser, Jannis Niewöhner, Till Endemann. Glaube & Hingabe bei tittelbach.tv, abgerufen am 3. September 2022.
3. ↑  Julian Miller Quotenmeter: Kritik
4. ↑  FAZ: „So auf Erden“ mit Edgar Selge: Führt ihn in Versuchung bei faz.net abgerufen.
5. ↑  Sat.1 auf dem Weg in die ewigen Jagdgründe bei film-rezensionen.de abgerufen.
6. ↑  Berliner Morgenpost: ARD-Drama So auf Erden will Strengreligiöse bekehren bei .morgenpost.de abgerufen.